# SN 2009cz
SN 2009cz – supernowa typu Ia odkryta 6 kwietnia 2009 roku w galaktyce NGC 2789. W momencie odkrycia miała maksymalną jasność 17,90m.